# Benedetto Santapaola
Benedetto Santapaola (prononcé : [beneˈdetto santaˈpaːola]) dit Nitto et surnommé Il Cacciatore (« Le chasseur ») ou Il Licantropo ("Le lycanthrope"), né à Catane en Sicile le 4 juin 1938, est un criminel italien condamné au total à 5 perpétuités et considéré comme étant l'un des plus importants et sanguinaires parrains de la mafia sicilienne Cosa Nostra.

## Biographie
Benedetto Santapaola naît le 4 juin 1938 dans le quartier dégradé San Cristoforo, à Catane, dans une famille pauvre. Il a trois frères, Salvatore, Antonino et Natale.
Au début des années 1960, Santapaola est introduit par son cousin Francesco Ferrera dans la plus grande famille mafieuse de Catane, alors sous le commandement de Giuseppe Calderone. La première dénonciation de Santapaola a lieu en 1962 pour vol et association de malfaiteurs. En 1970, il est envoyé en résidence surveillée et en 1975, il est dénoncé pour contrebande de cigarettes,.
Alors que Giuseppe Calderone fait partie de la Commission régionale de Cosa Nostra en 1975, comme sous-chef Santapaola reprend le commerce illicite de Catane et devient capo famiglia du clan, gère les intérêts du trafic d'héroïne et agit en tant que chef de l'application des lois pour les principaux hommes d'affaires. Entre-temps, il constitue au sein de la famille une faction qui lui est fidèle et renforce les relations avec Totò Riina et les Corleonesi.

## Allié des Corleonesi
Riina est en clandestinité et passe souvent du temps à Catane et dans ses environs allant chasser avec Santapaola dans les montagnes locales. Riina décide de soutenir la faction de Santapaola afin de remplacer Calderone, un allié de Stefano Bontade de Palerme et de Giuseppe Di Cristina de Caltanissetta. Giuseppe Calderone, est tué le 30 septembre 1978 par son ancien ami proche et protégé. Santapaola prend le commandement de la famille mafieuse de Catane. Ces escarmouches sont le prélude à la deuxième guerre de la mafia qui commence après l'assassinat de Stefano Bontade en 1981.
Santapaola a doit mener une guerre contre un autre groupe indépendant qui ne faisait pas partie de la mafia de Catane, connu sous le nom de Cursoti, qui contrôle les jeux de hasard et la contrebande de cigarettes. Il est également impliqué dans une âpre querelle avec la faction d'Alfio Ferlito, un ami proche de Giuseppe Calderone. La guerre a donné lieu à des fusillades dans les rues et a fait des dizaines de victimes,.
Le 6 juin 1981, Santapaola est gravement blessé lors d'une embuscade tendue par Ferlito et ses hommes. Lorsque Ferlito est arrêté, Santapaola planifie sa vengeance. Le 16 juin 1982, Ferlito est tué dans une embuscade « le massacre de la Circonvallazione », alors qu'il est escorté par les Carabiniers lors d'un transfert entre deux prisons. Les tueurs sont originaires de Palerme et liés aux Corleonesi.

## Assassinat du général Dalla Chiesa
Santapaola a échangé le service en envoyant une équipe de tueurs à gages de Catane à Palerme pour tuer le général des Carabiniers Carlo Alberto Dalla Chiesa, le 3 septembre 1982, Via Carini à Palerme. L'échange d'équipes de tueurs à gages s'est révélé être un moyen efficace de détourner l'attention des enquêtes policières. Dalla Chiesa venait d'être nommé préfet de Palerme pour mettre fin à la violence qui résultait d'une guerre entre familles mafieuses rivales. Dans sa dernière interview publique, il est apparu clairement que Dalla Chiesa commençait à se concentrer sur le rôle émergent de la mafia de Catane.
Dalla Chiesa avait remarqué que quatre puissants promoteurs immobiliers qui dominaient l'industrie de la construction en Sicile construisaient à Palerme avec le consentement de la mafia. Les quatre entrepreneurs, Carmelo Costanzo, Francesco Finocchiaro, Mario Rendo et Gaetano Graci, ont reçu le titre honorifique de Cavaliere del Lavoro (chevalier du travail) du gouvernement italien en récompense de leurs mérites particuliers pour l'économie italienne.

## Liens avec le monde des affaires et de la politique
Après le meurtre de Dalla Chiesa, le magistrat instructeur Giovanni Falcone a trouvé une note indiquant que Dalla Chiesa avait découvert que Santapaola était employé par Costanzo. Falcone a encouragé Elio Pizzuti, de la police financière douanière italienne (Guardia di Finanza), à examiner leurs dossiers financiers. Pizzuti a trouvé de nombreuses preuves de corruption et de trafic d'influence politique par les quatre Cavalieri qui liaient la mafia locale, les hautes finances et les personnalités politiques.
Santapaola avait été invité au mariage du neveu de Costanzo et s'était caché dans un des hôtels de luxe de Costanzo près de Catane. Il avait également accès à la réserve de chasse privée d'un autre Cavalieri Gaetano Graci. Mario Rendo a acheté toutes ses voitures chez le concessionnaire automobile de Santapaola, tandis que des écoutes téléphoniques ont révélé que les cadres de Rendo discutaient de la sous-traitance avec divers mafiosi,.
Pizzuti a également découvert une fraude fiscale massive de la part des Cavalieri par le biais de fausses factures et d'une liste de paiements à des politiciens et des magistrats. Rendo a déclaré aux inspecteurs que les fausses factures étaient nécessaires pour créer une caisse noire pour la corruption politique. Un prélude au scandale de corruption politique connu sous le nom de  Tangentopoli qui allait émerger dix ans plus tard en 1992. Pizzuti a parlé de ces enquêtes au ministre du Trésor Rino Formica du Parti socialiste italien (PSI). Pizzuti a été promu et envoyé dans le nord de l'Italie, aussi loin que possible de la Sicile.
Des photos montrent le maire et les membres du conseil municipal de Catane avec Santapaola, alors qu'à l'époque une guerre des clans ensanglante la rue. Une des photos montre Santapaola dans une étreinte amicale avec Salvatore Lo Turco, un membre de la Commission Antimafia du Parlement sicilien.
La mafia catanaise a pu prendre connaissance des mandats d'arrêt avant qu'ils ne soient émis et parfois faire rayer des noms de la liste. La police a libéré Santapaola après seulement quelques questions de routine lorsque sa voiture blindée a été retrouvée sur les lieux d'une fusillade au cours de laquelle plusieurs personnes ont été tuées. En outre, ils ont continué à lui accorder une licence de port d'armes, malgré son casier judiciaire chargé.

## Liens avec la Ndrangheta
Santapaola avait des liens étroits avec certains clans de la Ndrangheta, en particulier avec Natale Iamonte (it), le chef de la Ndrina Iamonte basée à Melito di Porto Salvo sur la côte ionienne de la Calabre. Iamonte et son allié Paolo De Stefano ont assuré le transport d'armes et de drogues lorsque le port de Catane était trop strictement contrôlé,. En contrepartie, Santapaola a aidé le clan Iamonte à obtenir des contrats de sous-traitance pour la construction d'ouvrages ferroviaires avec la société Costanzo.

## Assassinat de Giuseppe Fava
Santapaola a été condamné pour le meurtre du journaliste Giuseppe Fava le 5 janvier 1984. Fava, fondateur et rédacteur en chef du magazine I Siciliani a exposé les liens entre la mafia de Catane et le monde des affaires et de la politique. Dans la première édition de I Siciliani il a publié un article intitulé I quattro cavalieri dell'apocalisse mafiosa (« Les quatre cavaliers de l'apocalypse mafieuse »), dénonçant les liens des entrepreneurs avec la mafia.
En 1994, Maurizio Avola, un neveu de Santapaola, a avoué le meurtre de Fava, et est devenu pentito (« repenti »). Il a également avoué quelque 70 autres meurtres. Avola a déclaré que son oncle Nitto Santapaola avait ordonné l'assassinat du journaliste.

## Arrestation et condamnation
Le 18 mai 1993, Santapaola, en clandestinité depuis 11 ans, est arrêté dans sa cachette, dans une ferme à l'extérieur de Catane. Sa femme, Carmela Minniti, est tuée le 1er septembre 1995 par des tueurs habillés en policiers. Ils ont sonné chez elle, écarté sa fille et l'ont abattue. « Elle dirigeait ses affaires », « Si elle n'était qu'une simple femme, elle n'aurait pas été tuée » a déclaré Liliana Madeo, auteur d'un livre sur les nouvelles femmes de la mafia.
Le rival de Santapaola, Giuseppe Ferone, devenu pentito), est l'un des tueurs. Santapaola a pardonné à l'assassin de sa femme dans une lettre qu'il a lue publiquement au tribunal. Le fils et le père de Ferone avaient été tués sur ordre de Santapaola.
En 1998, Santapaola et Aldo Ercolano ont été condamnés pour avoir ordonné l'assassinat de Giuseppe Fava. En 2001, la Cour d'appel de Catane a confirmé les perpétuités. Il a également été condamné à vie pour les massacres de Ferlito, Giovanni Falcone et Paolo Borsellino. Le 26 septembre 1997, la Cour d'assises de Caltanissetta le condamne à nouveau à la prison à vie : cette fois pour l'attentat de Capaci,.
Santapaola continuerait à diriger son clan de l'intérieur de la prison avec l'aide d'une série de « régents ». Le 4 décembre 2007, son fils Vincenzo Santapaola, qui lui aurait succédé, a été arrêté. Depuis 1992, Vincenzo faisait des allers et retours en prison pour diverses accusations, dont le meurtre de Giuseppe Fava. Il est accusé d'avoir tenté de réorganiser l'entreprise de son père.